# Val de Leysse handball
 (avril 2025).
Motif : Pas de sources et pas de MAJ (notable) depuis la précédente PàS en 2020
- Archive Wikiwix
- Bing
- Cairn
- DuckDuckGo
- E. Universalis
- Gallica
- Google
- G. Books
- G. News
- G. Scholar
- Persée
- Qwant
- (zh) Baidu
- (ru) Yandex
- (wd) trouver des œuvres sur Wikidata

| 1. | Préciser le motif de la pose du bandeau. | Précisez le motif de la pose du bandeau en utilisant la syntaxe suivante : {{admissibilité à vérifier\|date=juin 2025\|motif=remplacez ce texte par le motif}}                              |
| 2. | Informer les utilisateurs concernés.     | Pensez à avertir le créateur de l'article, par exemple, en insérant le code ci-dessous sur sa page de discussion : {{subst:avertissement admissibilité à vérifier\|Val de Leysse handball}} |

 (juillet 2020).
Si vous disposez d'ouvrages ou d'articles de référence ou si vous connaissez des sites web de qualité traitant du thème abordé ici, merci de compléter l'article en donnant les références utiles à sa vérifiabilité et en les liant à la section « Notes et références ».
Maillots
Dernière mise à jour : 117 novembre 2021.
Le Val de Leysse Handball est un club de handball présent sur les communes de Saint-Alban-Leysse, Barby, La Ravoire et Bassens près de Chambéry en Savoie. Il aligne des équipes masculines et féminines.

## Présentation
Fondé en 2008 le Val de Leysse handball résulte de la fusion du Granier Nivolet HB et du SO Bassens HB.
Le club regroupe les communes de Barby, Bassens, La Ravoire et Saint-Alban-Leysse, toutes membres de Grand Chambéry.
Il compte plus de 380 licenciés et est le 2e plus grand club de la ligue Dauphiné-Savoie.
Le club est labellisé école de handball or 2020 ainsi qu'école d'arbitrage or.
L'équipe première féminine évolue en nationale 3 tandis que les garçons évoluent en régionale "excellence". Une autre équipe figure en national, celle des -17 filles. Quatre équipes sont en championnat de ligue (-15M, -16F, SF2, SM2) et toutes les autres équipes sont en territoriale.
Il contient parmi ses rangs une équipe Barby-hand et loisir (+ de 40 ans), qui joue amicalement contre d'autres équipes, d'autres clubs.

## Projet
Le projet du club est basé sur la formation des jeunes joueurs et la compétition.
Pour arriver à cet objectif, le club dispose d'animateurs et d'entraineurs diplômés.
Pour ce qui est de la formation des joueurs "hors club", le club vient d'instaurer une convention avec la section handball du collège de la Villette.
Le bassin chambérien regroupe aussi la section handball du collège George Sand, la section handball du lycée du Granier et aussi la section sport étude du Lycée Louis Armand
Situé près du Chambéry Savoie Handball ceci permet aux "espoirs" formés au club de rejoindre le haut niveau.

## Bilan saison par saison
| Saison    | Niv. | Championnat   | Coupe de France           |
| --------- | ---- | ------------- | ------------------------- |
| 2007-2008 | 6    | Pré-nationale | ...                       |
| 2008-2009 | 6    | Pré-nationale | 3e tour                   |
| 2009-2010 | 5    | Nationale 3   | 1/16 de finale            |
| 2010-2011 | 4    | Nationale 2   | ...                       |
| 2011-2012 | 6    | Pré-nationale | Non qualifié              |
| 2012-2013 | 5    | Nationale 3   | 3e tour (64e de finale)   |
| 2013-2014 | 5    | Nationale 3   | 2e tour (128e de finale)  |
| 2014-2015 | 5    | Nationale 3   | ...                       |
| 2015-2016 |      | ...           | ...                       |
| 2016-2017 |      | ...           | ...                       |
| 2017-2018 |      | ...           | ...                       |
| 2018-2019 | 5    | Nationale 3   | Non qualifié              |
| 2019-2020 | 4    | Nationale 2   | 1er tour (256e de finale) |
| 2020-2021 | 5    | Nationale 3   | ...                       |